# Grand Prix de Manchester
Le Grand Prix de Manchester est une course cycliste anglaise, organisée de 1976 à 1983 dans la ville du Royaume-Uni de Manchester, située dans le comté métropolitain du Grand Manchester. 

## Palmarès
| Année | Vainqueur     | Deuxième      | Troisième       |
| ----- | ------------- | ------------- | --------------- |
| 1976  | Sid Barras    | Keith Lambert | Bill Nickson    |
| 1977  | Geoff Wiles   | Sid Barras    | Keith Lambert   |
| 1978  | Keith Lambert | Phil Corley   | Bill Nickson    |
| 1979  | Sid Barras    | Bill Nickson  | Michael Bennett |
| 1980  | Barry Hoban   | Phil Bayton   | Steve Jones     |
| 1981  | Sid Barras    | Ian Hallam    | Mark Bell       |
| 1982  | Bill Nickson  | Ian Hallam    | Phil Bayton     |
| 1983  | Steve Joughin | Sid Barras    | Anthony Doyle   |

## Liens interne et externe
- Liste des anciennes courses cyclistes
- Grand Prix de Manchester sur firstcycling.com